# Dianthus pyrenaicus subsp. attenuatus
Sous-espèce
Synonymes
- Dianthus attenuatus Sm.[1]
- Dianthus catalaunicus (Willk. & Costa) Pourr. ex Willk. & Lange[1]
- Dianthus pyrenaicus subsp. catalaunicus (Willk. & Costa) Tutin[1]

Dianthus pyrenaicus subsp.  attenuatus, l'Œillet de Catalogne, est une sous-espèce herbacée méditerranéenne.